# Джордж Вокер (шахіст)
Джордж Вокер (англ. George Walker; 13 березня 1803, Лондон — 23 квітня 1879, Лондон) — англійський шахіст, шаховий організатор, теоретик і літератор. Редактор першого постійного шахового відділу в журналі «Беллс лайф» (1832 — 1873) і першого шахового англійського журналу «Філідоріен» (The Philidorian; 1837 — 1838; вийшло 6 номерів). Заснував Вестмінстерський шаховий клуб 1831, де відбувся матч Лабурдонне — Мак-Доннелл (1834). Автор низки шахових книг. Переклав англійською мовою роботу К. Яніша «нові аналізи начал шахової гри». Деякі аналізи Вокера мають значення для теорії ендшпілю. 

## Книги
- A new treatise on chess. London, 1832. [Архівовано 9 лютого 2015 у Wayback Machine.] (Новий трактат про шахи) (англ.)
- A selection of games at chess, actually played by Philidor and his contemporaries. London, 1835. [Архівовано 9 лютого 2015 у Wayback Machine.] (Вибрані партії, які зіграли Філідор і його сучасники) (англ.)
- Chess and chess-players. London, 1850. [Архівовано 9 лютого 2015 у Wayback Machine.] (Шахи та шахісти) (англ.)